# Plejstocen
| System                                 | Oddział    | Piętro           | Wiek (mln lat) |
| -------------------------------------- | ---------- | ---------------- | -------------- |
| Czwartorzęd                            | Holocen    | Megalaj          | obecnie–0,0042 |
| Czwartorzęd                            | Holocen    | Northgrip        | 0,0042–0,0082  |
| Czwartorzęd                            | Holocen    | Grenland         | 0,0082–0,0117  |
| Czwartorzęd                            | Plejstocen | Późny Plejstocen | 0,0117–0,129   |
| Czwartorzęd                            | Plejstocen | Chiban           | 0,129–0,774    |
| Czwartorzęd                            | Plejstocen | Kalabr           | 0,774–1,80     |
| Czwartorzęd                            | Plejstocen | Gelas            | 1,80–2,58      |
| Paleogen                               | Oligocen   | Szat             | starsze        |
| Podział neogenu według IUGS, luty 2022 |            |                  |                |

Plejstocen (stgr. πλεῖστος 'większość' + καινός 'nowy') 
- w sensie geochronologicznym: starsza epoka czwartorzędu, trwająca ponad 2,5 miliona lat (od 2,58 mln do 11,7 tys. lat b2k). Plejstocen jest młodszy od pliocenu, a starszy od holocenu. Dzieli się na cztery wieki: gelas, kalabr (wczesny plejstocen), chiban (środkowy plejstocen) i późny plejstocen.

- w sensie chronostratygraficznym: dolny oddział czwartorzędu. Dzieli się na cztery piętra: gelas, kalabr (dolny plejstocen), chiban (środkowy plejstocen) i górny plejstocen. We wcześniejszych podziałach gelas zaliczany był do pliocenu.

Za koniec plejstocenu uważany jest schyłek ostatniego zlodowacenia (północnopolskiego), a także koniec paleolitu.
Dawniej plejstocen zwano dyluwium (łac. 'potop'). Plejstocen nieformalnie nazywany jest też epoką lodowcową, lub epoką lodową, ze względu na występujące w nim zlodowacenia. W plejstocenie olbrzymie lodowce kontynentalne (tzw. lądolody) pokrywały co najmniej kilkakrotnie północną i środkową część Europy, łącznie z Polską, a także inne obszary strefy umiarkowanej: zachodnią Syberię, Amerykę Północną, Grenlandię i Tybet, a na półkuli południowej Ziemię Ognistą, Argentynę i Tasmanię.

## Glacjały i interglacjały
Klimat plejstocenu ulegał cyklicznym wahaniom, wielokrotnie po fali zimna (glacjał) następowało ocieplenie (interglacjał).
Najważniejsze glacjały i interglacjały wydzielane w obrębie plejstocenu w Europie (w tysiącach lat) to:
- 115-11,7[2] b2k – Würm (w Polsce zlodowacenie północnopolskie, wisły, bałtyckie, Vistulian)
  - 130-115 – Riss/Würm (Eem) (interglacjał eemski, Eemian)
- 300-130 – Riss (zlodowacenie środkowopolskie (odry, Odranian))
  - 430-300 – Mindel/Riss (Holstein) (interglacjał mazowiecki, Mazovian)
- 730-430 – Mindel (Elster) (zlodowacenie południowopolskie (sanu, krakowskie, Sanian))
  - 950-730 – Günz/Mindel (Cromer) (interglacjał podlaski (przasnyski))
- 1200-950 – Günz (zlodowacenie podlaskie (zlodowacenie północno-wschodniopolskie, narwi, Narvian))

## Skały i osady plejstoceńskie
Plejstoceńskie osady lądowe to przede wszystkim osady rzeczne (aluwia), jeziorne, stokowe i lessowe. Tego wieku są także duże ilości materiału transportowanego przez przemieszczające się (transgredujące) lodowce i lądolody. Rzadziej spotykane są osady jaskiniowe, trawertynowe i wulkaniczne (lawy, popioły). W obrębie akwenów morskich, osady plejstoceńskie występują głównie jako warstwy stropowe płytkich basenów, głównie (ale z ważnymi wyjątkami) na obszarach w odległości kilkudziesięciu kilometrów od współczesnego brzegu. W kilku obszarach aktywnych geologicznie, takich jak wybrzeże południowej Kalifornii, plejstoceńskie złoża morskie można znaleźć na wysokości kilkuset metrów.

## Flora
Plejstoceńską tundrę glacjalną porastała roślinność zimnolubna: wierzba zielna (Salix herbacea), brzoza karłowata (Betula nana), dębik ośmiopłatkowy (Dryas octopetala), bylice (Artemisia), trawy, mchy i porosty. W obszarach południowych strefy subarktycznej rosły lasy borealne, przypominające współczesną tajgę.

## Fauna

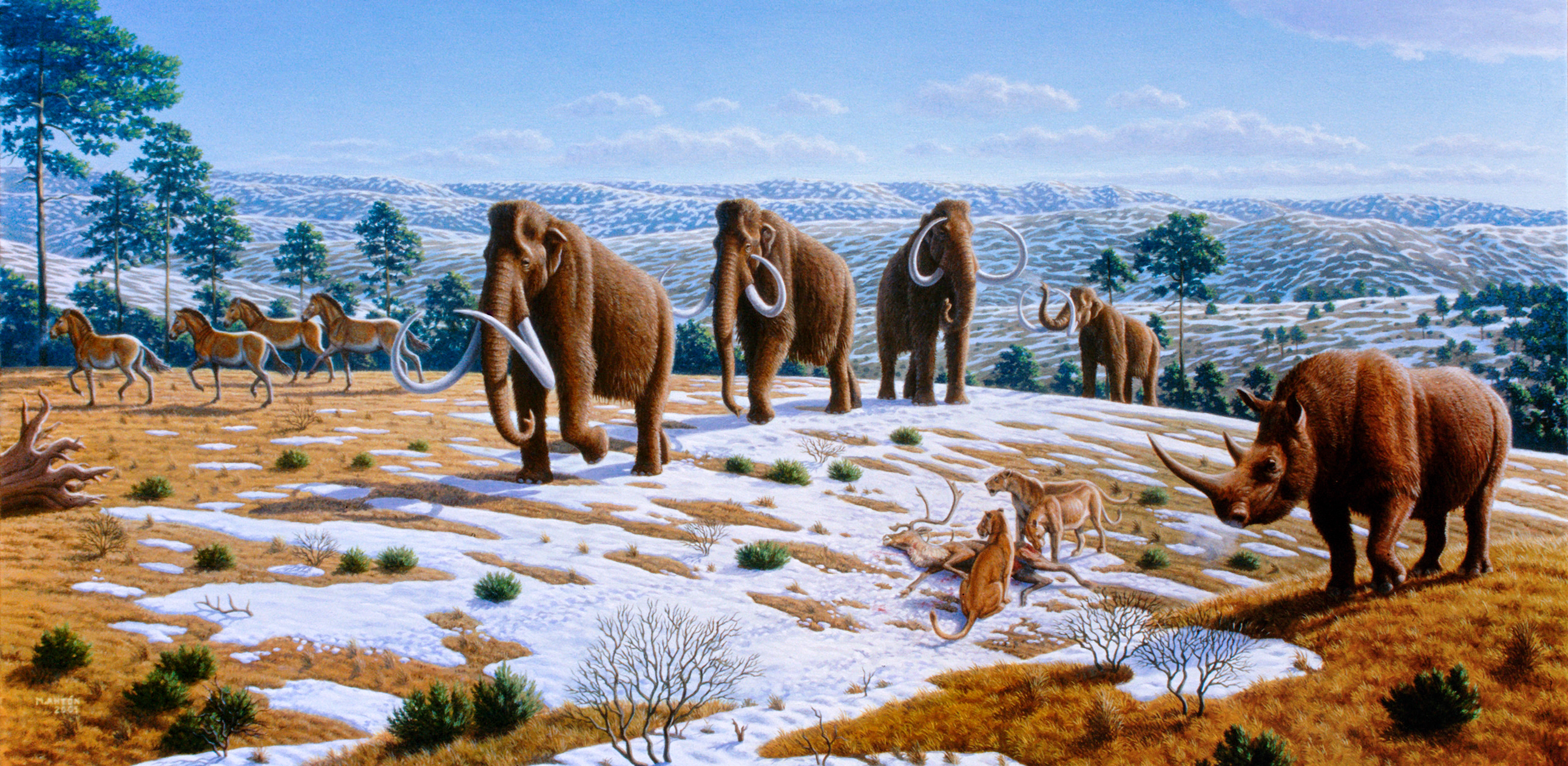
Fauna plejstocenu (m.in. mamuty, nosorożec włochaty)

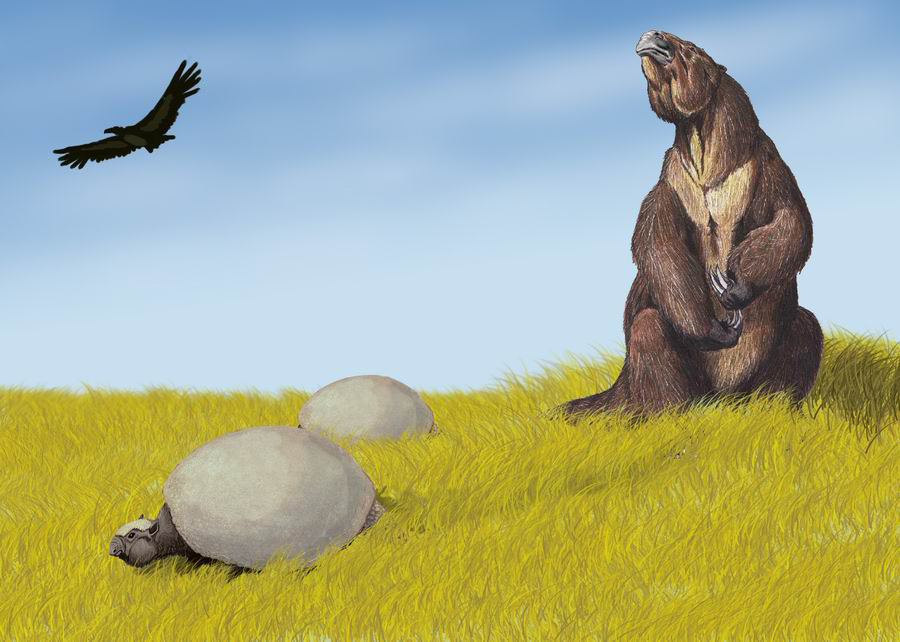
Fauna plejstocenu (glyptodon i megaterium)

Na Ziemi trwa „era wielkich ssaków”. Główni przedstawiciele plejstoceńskiej megafauny to: mamut włochaty (Mamuthus primigenius), nosorożec włochaty (Coleodonta antiqitatis), piżmowół (Ovibos moschatus), niedźwiedź jaskiniowy (Ursus spelaeus) i jeleń olbrzymi (Megaloceros giganteus).
Koniec plejstocenu to również era wymierania megafauny i eksplozji demograficznej człowieka w późnym paleolicie. Wymieranie megafauny w Ameryce Północnej mogło być spowodowane konkurencją między lokalnymi roślinożercami a bizonami przybyłymi z Eurazji.

## Ewolucja człowieka
W plejstocenie rozwinął się rodzaj Homo, do którego należy także człowiek rozumny. Jego najwcześniejszym przedstawicielem był Homo habilis, gatunek występujący od najstarszego plejstocenu, ok. 2,5 miliona lat temu. Homo erectus jako pierwszy gatunek człowiekowatych opanował użycie ognia i rozprzestrzenił się poza Afryką. W późnym plejstocenie na terenach Europy żyły dwa podgatunki (lub gatunki) człowieka: Homo sapiens neandertalensis (H. neandertalensis) i H. sapiens fossilis (H. sapiens). Pod koniec plejstocenu wykształciły się na świecie główne odmiany naszego gatunku (tzw. rasy ludzkie): mongoloidalna w Azji, negroidalna w Afryce Środkowej, odmiana europeidalna i australoidalna.
W okresu plejstocenu Homo habilis osiąga poziom, który w antropologii i paleoantropologii określa się mianem paleolitu. Część tzw. starszego paleolitu (czyli dolnego) (od. ok. 2 mln lat temu do 120 tys. lat temu) przypada na najdawniejszy okres plejstocenu, środkowy paleolit trwa do 40 tys. lat temu, a tzw. młodszy (czyli górny) przypada na okres od 40 do 10 tys. lat temu.